# Vörde-Selbecker Furche
Die Vörde-Selbecker Furche ist eine naturräumliche Einheit mit der Ordnungsnummer 3361.12 innerhalb der Hagener Randhöhen (3361.1) und umfasst laut dem Handbuch der naturräumlichen Gliederung Deutschlands die zwischen dem Höhenzug Hesterthardt (3361.11) und der Breckerfelder Hochfläche (3361.0) auf 260  bis 280 m Höhe gelegene Hochmulde zwischen Ennepetal-Altenvoerde und Hagen-Selbecke.
Mehrere Fließgewässer strukturieren die in Ost-West-Richtung verlaufende, schmale und teilweise offene Hochmulde. Nach Westen fließt von Voerde Richtung Altenvoerde der Loher Bach, östlich von Voerde durchbricht der Mittellauf des Hasper Bachs die Hochmulde, deren Ausläufer auch die Hasper Talsperre einschließt. Die Täler des Selbecker Bachs, des Köttinger Bachs und des Mäckinger Bachs setzen die Hochmulde auf Hagener Stadtgebiet fort.
Die Hochmulde ist verhältnismäßig sanft eingeböscht und geologisch ein aus Rotschiefern bestehender Ausraum in den Honseler Schichten des Givetiums. Im mehr offenen und geräumigen Westteil zwischen der Ennepe und dem Hasper Bach mit Voerde in der Mitte ist noch eine mächtige Lehmschicht im flachen Muldenboden vorhanden, die in anderen Bereichen des Hochmulde durch Erosion bereits abgetragen ist.